# Austrália nos Jogos Paralímpicos de Verão de 1968
Austrália participou dos Jogos Paralímpicos de Verão de 1968, que foram realizados na cidade de Tel Aviv, em Israel, entre os dias 4 e 13 de novembro de 1968.
A delegação encerrou a participação com 38 medalhas, das quais 15 de ouro.